# 伊藤虎丸
伊藤 虎丸（いとう とらまる、1927年3月30日 - 2003年1月31日）は、日本の中国文学者。専門は中国近現代文学、魯迅と日本の比較、郁達夫と創造社など。

## 人物
東京都生まれ。1944年、旅順工科大学に入学するも、日本が敗戦して帰国。帰国後は肺結核を発病して5年間病床に就き、この間にキリスト教を信仰するようになる。1953年、東京教育大学文学部に入学し、中国文学を専攻する。同大学院を経て東京大学大学院中退。明治学院高等学校教諭、1963年広島大学教授、1973年和光大学教授、1980年東京女子大学教授。1995年明海大学教授、2000年退任、平和学園理事長。
2003年1月31日、肺炎のため死去。

## 著書
- 『魯迅と終末論 近代リアリズムの成立』竜渓書舎 1975
- 『魯迅と日本人 アジアの近代と「個」の思想』1983.4（朝日選書）
- 『近代の精神と中国現代文学』汲古書院 2007.10

## 共編著
- 『郁達夫（zh）資料 作品目録・参考資料目録及び年譜』稲葉昭二、鈴木正夫共編 東京大学東洋文化研究所附属東洋学文献センター 1969 （東洋学文献センター叢刊）
- 『郁達夫資料補篇』稲葉昭二、鈴木正夫共編 東京大学東洋文化研究所附属東洋学文献センター 1973-74 （東洋学文献センター叢刊）
- 『創造社資料 全10巻別巻1』アジア出版 1979 （中国研究文献）
- 『駱駝草』アジア出版 1982.1
- 『中国の文学論』横山伊勢雄共編 汲古書院 1987.9

## 翻訳
- 『中国地質略論-抄 魯迅 中国現代文学選集 第2』平凡社 1963
- 『魯迅全集 1 墳・熱風』学習研究社 1984.11
- 『魯迅全集 10 集外集拾遺補編』学習研究社 1986.12

## 参考
- 『魯迅と日本人』著者紹介